# Max Kohn
Ne pas confondre avec l’artiste luxembourgeois Max Kohn.
Max Kohn est un psychanalyste, né le 18 avril 1951 à Paris.

## Prix
Il est lauréat du Prix Max Cukierman (culture yiddish) en 2006, membre du jury.

## Publications

### Ouvrages personnels
- « Freud et la bêtise de Chelm » in S. Simon, Chelm, les héros de la bêtise, traduit du yiddish par D. Cyferstein et M. Kohn, col. F. Ducam, Paris, Collection Connaissance des Hommes dirigée par D. Desjeux, illustrations de S. Colas, L'Harmattan, 1987.
- Mot d'esprit, inconscient et événement, Paris, L'Harmattan, 1991.
- Traces de psychanalyse, Limoges, Lambert-Lucas, 2007.
- Vitsn, mots d’esprit yiddish et inconscient, Limoges, Lambert-Lucas, 2008.
- Le travail clinique en centre maternel. Les entretiens d’accueil à la Maison de la Mère et de l’Enfant, Collection « Culture & Langage», Paris, MJW Fédition, 2011.
- Un vampire sur le divan, MJW Fédition, Paris, 2013.
- Le préanalytique : Freud et le yiddish (1877-1897), [1982, 2005, 1994 pour la traduction en portugais par Marcella Mortara, 2020 pour la traduction en italien par Alessandra Berghino], Paris, MJW Fédition, 2013.
- Le Récit dans la psychanalyse (1998), préface de Robert Samacher, Paris, MJW Fédition, 2014.
- L’événement psychanalytique dans les entretiens en yiddish, préface de Robert Samacher, Collection « Culture & Langage », Paris, MJW Fédition, 2015.
- L’œil du psy. Chroniques 2012-2018, préface de Alessandra Berghino, Collection « Culture & Langage », Paris, MJW Fédition, 2019.

### Directions scientifiques
- En collaboration avec J. Baumgarten, L’Inconscient du yiddish, Paris, Anthropos Economica, 2003.
- En collaboration avec M. Wolf et  H. Abdelouahed, « Lectures de Louis Wolfson », Recherches en psychanalyse no 4, « Langues et traduction », 2005, p. 113-157.
- Yiddishkeyt et psychanalyse. Le transfert à une langue, actes du colloque international du 27 mai 2005, Paris, MJW Fédition, 2007.
- En collaboration avec R. Koenig, Le Yiddish, l’inconscient, les langues, Leiden ; Boston, Brill, 2025.